# Habay
Habay es una comuna de la región de Valonia, en la provincia de Luxemburgo, Bélgica. A 1 de enero de 2018 tenía una población estimada de 8387 habitantes.

## Geografía
Se encuentra ubicada al sureste del país, en las Ardenas (en la sección de Anlier)) y la región natural Lorena belga, y está bañada por el río Rulles, un afluente del río Semois.

### Secciones del municipio
El municipio comprende los antiguos municipios, que se fusionaron en 1977:
| - Habay-la-Neuve - Habay-la-Vieille - Hachy - Anlier - Houdemont - Rulles |

### Pueblos y aldeas del municipio
El municipio comprende los pueblos y aldeas de: Harinsart, Marbehan, Nantimont, y Orsainfaing. 

## Demografía

### Evolución
Todos los datos históricos relativos al actual municipio, el siguiente gráfico refleja su evolución demográfica, incluyendo municipios después de efectuada la fusión el 1 de enero de 1977.
| Gráfica de evolución demográfica de Habay entre 1846 y 2020 |
|                                                             |

## Ciudades hermanas
- La Tremblade (Francia)
- Tortoreto (Italia)
- Cottonport (Estados Unidos)